# AEGEE
AEGEE (Association des États Généraux des Étudiants de l'Europe of European Students' Forum) is een Europese studentenvereniging met als doel het bevorderen van de integratie van studenten overal in Europa. Overeenkomstig met deze doelstelling heeft AEGEE - in tegenstelling tot vrijwel elke andere vereniging, organisatie of bedrijf of ander internationaal samenwerkingsverband op aarde - geen nationaal niveau of bestuur, alleen op lokaal en Europees niveau. AEGEE is een seculiere, interdisciplinaire, non-profitorganisatie, die niet gelieerd is aan enige politieke partij.
AEGEE is in 1985 opgericht in Parijs en heeft momenteel meer dan 13.000 leden en bijna 200 afdelingen (antennae) in de meeste Europese studentensteden verdeeld over 40 landen. Het Europese bestuur van AEGEE (AEGEE-Europe) zetelt in het hoofdkantoor ('headoffice') gevestigd in Brussel. Op Europees niveau organiseert AEGEE gedurende het hele jaar vele uitwisselingen, congressen, Summer Universities, conferenties en andere activiteiten overal in Europa.

## Koepel (Europees niveau)
De lokale AEGEE-verenigingen zijn lid van de Europese AEGEE-koepel, vaak AEGEE-Europe genoemd.

### Geschiedenis
16 april 1985 was de oprichtingsdag van AEGEE. Op deze dag werd er in Parijs onder de noemer 'EGEE' een congres geopend. Het doel van het congres was het te boven komen van het stilvallende proces voor Europese integratie. Onder leiding van Franck Biancheri organiseerden de vijf 'Grand Écoles' in Parijs dit evenement. Daarbij werd een platform opgericht voor jonge Europeanen van alle landen in de EEG. De eerste lokale verenigingen werden opgericht in Parijs, Londen, München, Madrid, Milaan en Leiden.
De naam EGEE (États Généraux des Étudiants de l'Europe) was afgeleid van de Egeïsche Zee (la Mer Egée), waar de democratie 2000 jaar eerder ontsproten was. Omdat er echter al een bedrijf bestond met dezelfde naam, werd in 1988 de naam veranderd in AEGEE.
In 1996 publiceerde Franck Biancheri een boek over de oprichting van AEGEE. Sinds 2002 kent AEGEE ook een eigen web-televisiestation genaamd AEGEE Television. Sinds 1990 kent AEGEE een alumnivereniging, die de naam Les Anciens d'AEGEE-Europe draagt.

### Organisatie
De raad van bestuur of Comité Directeur (afgekort CD) bestaat uit zeven leden. Normaal gesproken zijn het studenten die voor een periode een pauze in hun studie inlassen om voor een bepaalde periode (meestal één jaar) een functie binnen het CD te bekleden. De CD-leden worden verkozen door de Agora (algemene ledenvergadering), en de verkozen leden starten hun werk op 1 september. Zij doen hun werk vanuit het AEGEE-hoofdkantoor in de Brusselse Europese wijk. Het CD wordt in haar werk ondersteund door projectmanagers en Commissions.
De Agora is een halfjaarlijkse bijeenkomst (algemene ledenvergadering). Eén vindt plaats in de lente (Spring Agora) en één in de herfst (Autumn Agora). Tijdens de Agora komen afgevaardigden van de verschillende antennae bijeen om te debatteren en te stemmen over bijvoorbeeld nieuwe plannen en ideeën.
AEGEE kent drie zogenaamde commissions en vier committees. Ook zijn er Working Groups (werkgroepen), ingericht als verenigingsorganen die het thematische werk op een strategisch thema coördineren.

## Verenigingen (lokaal niveau)
Op lokaal niveau zien de AEGEE-antennae (lokale afdelingen) er heel verschillend uit. De verenigingen zijn ieder een zelfstandige rechtspersoon (vereniging). Door het tekenen van de 'Convention d' Adhesion for AEGEE' en het opnemen van een verwijzing naar de Convention in de eigen statuten van de lokale vereniging wordt deze lid van de Europese koepel AEGEE-Europe. De leden van een AEGEE-afdeling zijn dus zelf geen lid van het overkoepelende orgaan AEGEE-Europe; dat is enkel de AEGEE-antenna zelf. Op de ledenvergaderingen van AEGEE-Europe hebben dus ook alleen de AEGEE-antennae stemrecht, omdat slechts zij 'lid' zijn.

### Nederland en België
De meeste Nederlandse en Belgische AEGEE-antennae zijn op lokaal niveau een studentengezelligheidsvereniging met diverse activiteiten in de eigen stad. Ze zijn daar vaak ook op lokaal niveau lid van andere koepels. Zoals van Plaatselijke Kamer van Verenigingen of internationale koepels. In Nederland is AEGEE te vinden in alle universiteitssteden behalve Wageningen. In België is AEGEE in vier universiteitssteden te vinden, maar ook het hoofdkantoor van de koepel AEGEE-Europe is in Brussel gevestigd. AEGEE is niet specifiek bedoeld voor studenten aan een universiteit; in het verleden hebben dan ook in verschillende Nederlandse hbo-steden AEGEE-antennae bestaan en alle verenigingen staan ook open voor hbo-studenten.
Hieronder volgt een overzicht.
| Afdeling   | Oprichtingsdatum                                                 | Aantal leden | Bijzonderheden |
| ---------- | ---------------------------------------------------------------- | ------------ | --- |
| Amsterdam  | 26 maart 1986                                                    | 650          | Grootste AEGEE. Voor studenten van zowel de HvA, Inholland, VU als UvA. Gevestigd in het CREA-gebouw.                                                 |
| Brussel    |                                                                  |              | Eerder failliet gegaan maar heropgericht. Behoort tot de kleinere afdelingen.                                                                         |
| Delft      | 16 december 1986                                                 | 250          | Het bestuur van AEGEE-Europe, het Comité Directeur, was tot 1995 ook in Delft gezeteld.                                                               |
| Eindhoven  | 22 november 1989                                                 | 150          | Raakten in 2004 in opspraak nadat ze een van de Flying Pins 'veiligstelden'.                                                                          |
| Enschede   | 2 april 1987                                                     | 350          | De enige antenna met een eigen sociëteit. Gevestigd in De Pakkerij.                                                                                   |
| Groningen  | 25 oktober 1988                                                  | 360          | Een van de grootste antenae van AEGEE. |
| Leiden     | 31 oktober 1985                                                  | 420          | Een van de oprichtende antennae van AEGEE in 1985. |
| Maastricht | 1989                                                             | 50           | Een van de kleinste AEGEE-antennae in Nederland. Voertaal Engels.                                                                                     |
| Nijmegen   | 22 augustus 1986                                                 | 180          | Gevestigd in De Villa van Schaeck in het centrum van Nijmegen. Beschikt over een eigen toneelgroep.                                                   |
| Rotterdam  | 1988 (eerste antenna) 2011 (tweede antenna) 2020 (derde antenna) |              | In 2020 voor de tweede keer heropgericht. De eerste antenna duurde van 1988 tot 2010, de tweede van 2011 tot 2015 en de derde werd opgericht in 2020. |
| Tilburg    | 20 Februari 1992                                                 | 100          | Gerelateerd aan Tilburg University, met Engels als voertaal.                                                                                          |
| Utrecht    | 21 mei 1987                                                      | 350          | |

### Rest van Europa
Naast Nederland en België zijn in Europa de volgende antennae te vinden (mei 2019):
| Land                  | Antennae |
| --------------------- | --- |
| Armenië               | Jerevan |
| Azerbeidzjan          | Bakoe |
| Bosnië en Herzegovina | Sarajevo |
| Bulgarije             | Sofia |
| Cyprus                | Famagusta (Mağusa) |
| Denemarken            | Kopenhagen |
| Duitsland             | Aken, Bamberg, Berlijn, Darmstadt, Dresden, Erfurt, Frankfurt am Main, Hamburg, Heidelberg, Kaiserslautern, Keulen, Mannheim, München, Osnabrück, Passau, Stuttgart                                               |
| Estland               | Tartu |
| Finland               | Helsinki |
| Frankrijk             | Angers, Lyon, Parijs, Rijsel (Lille) |
| Georgië               | Tbilisi |
| Griekenland           | Athene, Ioannina, Thessaloniki |
| Hongarije             | Boedapest |
| Ierland               | Dublin |
| Italië                | Bergamo, Bologna, Brescia, Cagliari, Catania, Florence (Firenze), Genua (Genova), Messina, Milaan, Napels (Napoli) , Padua (Padova), Palermo, Pisa, Rome, Salerno, Siena, Treviso, Turijn (Torino), Udine, Verona |
| Kosovo                | Pristina (Prishtina) |
| Kroatië               | Zagreb |
| Moldavië              | Chișinău |
| Noord-Macedonië       | Skopje |
| Oostenrijk            | Wenen (Wien) |
| Polen                 | Gdańsk, Gliwice, Katowice, Krakau (Kraków), Poznań, Toruń, Warschau (Warszawa), Wrocław, Zielona Góra |
| Roemenië              | Boekarest (Bucureşti), Cluj-Napoca, Iași, Sibiu |
| Rusland               | Moskou, Rostov aan de Don, Samara, Sint-Petersburg |
| Servië                | Belgrado (Beograd), Niš, Novi Sad |
| Slovenië              | Ljubljana, Maribor |
| Spanje                | Alicante, Barcelona, Bilbao, Burgos, Castellón de la Plana, Las Palmas de Gran Canaria, León, Madrid, Málaga, Oviedo, Tarragona, Santa Cruz de Tenerife, Valencia, Valladolid, Vigo, Zaragoza                     |
| Tsjechië              | Brno, Pilsen (Plzeň), Praag |
| Turkije               | Ankara, Antalya, Eskişehir, Hatay, Istanboel, İzmir, Muğla |
| Oekraïne              | Kiev, Lviv, Odessa |
| Verenigd Koninkrijk   | Londen, Manchester, Sheffield |
| Wit-Rusland           | Grodno |
| Zweden                | Göteborg, Stockholm |